# Pökkösaaret
Pökkösaaret är en ö i Finland. Den ligger i sjön Päijänne och i kommunen Jämsä i landskapet Mellersta Finland, i den södra delen av landet, 180 km norr om huvudstaden Helsingfors. Öns area är 1,2 hektar och dess största längd är 150 meter i sydväst-nordöstlig riktning.  Notera att namnet antyder att det är fråga om flera öar.